# Viaduc du Landbach
Le viaduc du Landbach est un pont ferroviaire français franchissant le Landbach à Dolving, en Moselle. Long de 500 mètres, ce pont à poutres, mis en service en 2016, porte la LGV Est européenne.